# Джети-Огуз (село)
Джети-Огуз (кирг. Жети-Өгүз) (МФА ʒɛti-øɡʊz) — село в Джети-Огузском районе Иссык-Кульской области Кыргызстана. Административный центр Джети-Огузского аильного округа. Находится на расстоянии 30 километров от города Каракол. Код СОАТЕ — 41702 210 830 01 0.

## Население
По данным переписи 2021 года, в селе проживало 4143 человека.